# Kriimi laid
Krimii laid est une île d’Estonie située dans le comté de Saare dans la partie ouest du pays, à 210 km au sud-ouest de Tallinn, la capitale du pays.
Elle fait partie de la réserve naturelle de Rahuste.
La zone autour de Kriimi est couverte de forêt mixte . La température moyenne est de 6 °C . Le mois le plus chaud est août, à 16  °C , et le plus froid est janvier, à -3 °C,.